# 요안니스 8세
요안니스 8세 팔레올로고스(그리스어: Ίωάννης Η' Παλαιολόγος, 1392년 12월 18일 - 1448년 10월 31일)는 동로마 제국의 황제이다.

## 생애
요안니스 8세는 마누일 2세 팔레올로고스와 세르비아 대공 콘스탄틴 드라가시의 딸인 옐레나 드라가시 사이에 태어난 장자이다. 그는 1416년 이전부터 아버지와 함께 황제로 공동 통치를 해왔고 1425년 단일 황제가 되었다.
1422년 6월, 요안니스 8세는 무라트 2세의 콘스탄티노플 공성전의 방어 감독을 맡았지만, 그의 형제인 안드로니코스가 1423년 베네치아에게 넘겨준 테살로니카를 상실하고 말았다. 오스만을 상대로한 방어를 위해, 그는 교황 에우제니오 4세를 방문했고 그리스 교회와 로마 가톨릭교회를 하나로 통합시키기로 합의한다. 이 통합은 1439년 피렌체 공의회에서 비준되었고, 요한네스는 콘스탄티노플 총대주교 요세프 3세와 이탈리아 학파들에 영향력이 컸던 신플라톤주의 철학자 게미스토스 플레톤을 포함한 700명과 함께 참석했다. 통합은 콘스탄티노플에서 반대로 인해 실패하였지만, 오스만을 상대로 한 그의 신중한 행동을 통해 그는 콘스탄티노플의 소유권을 확보하는데 성공한다.
요안니스 8세는 1437–1439년간 콘스탄티노플에서 섭정을 해왔던 그의 동생 콘스탄티노스 11세 팔레올로고스를 그의 후계자로 임명하였다. 콘스탄티노스의 동생인 데메트리오스 팔라이올로고스의 책략에도 불구하고, 그의 어머니 옐레나는 1448년 콘스탄티누스의 계승을 확보해 내었다.
요안니스 8세는 1448년 콘스탄티노플에서 사망했다.

## 혼인
요안니스 8세는 세 차례 혼인을 했다. 첫 번째 혼인은 1414년 모스크바 대공 바실리 1세 드미트리예비치와 소피야 게디미나이차이 사이에서 태어난 딸 안나 바실리예브나 모스콥스카야였다. 그녀는 1417년 8월 질병으로 사망했다.
두 번째 혼인은 그의 아버지 마누일 2세와 교황 마르티노 5세의 주선으로 맺어진, 1421년 몬페라토의 소피아 팔레올로가와였다. 그녀는 테오도로 2세 델 몬페라토와 그의 재혼녀 잔 드 바르 사이에서 태어난 딸이다. 잔은 바르 공작 로베르 1세 드 바르 마리 드 발루아 사이에서 태어났다. 그녀의 외할아버지와 할머니는 프랑스의 장 2세 국왕과 본 드 뤽상부르 왕비이다.
세 번째 혼인은 후대의 추기경인 베사리온의 주선으로 인해 맺어져, 1427년에 이뤄진 마리아 메갈레 콤네네였다. 그녀는 알렉시오스 4세 메가스 콤네노스와 테오도라 칸타코우제네 사이에서 태어났다. 그녀는 1439년 겨울에 역시 질병으로 사망했다. 결혼으로 통해 태어난 자식들은 없다.

## 미술 속에서 묘사
요안니스 8세 팔라이올로고스는 이탈리아를 방문했을 때 여러 화가들에게 그려진 것으로 유명하다. 아마도 그의 초상화 중 가장 유명한 것은 피렌체 메디치 리카르디 궁전에 있는 마기 채플의 남쪽벽에 걸려있는 베노초 고촐리의 것일 것이다. 일부 해석에 따르면, 요한네스 8세 팔라이올로고스는 피에로 델라 프란체스카의 예수 책형에도 그려졌을 것이라고 한다. 요한네스의 초상화는 시나이반도 성녀 가타리나 수도원에 있는 필사본에 나타나있다.

### 갤러리

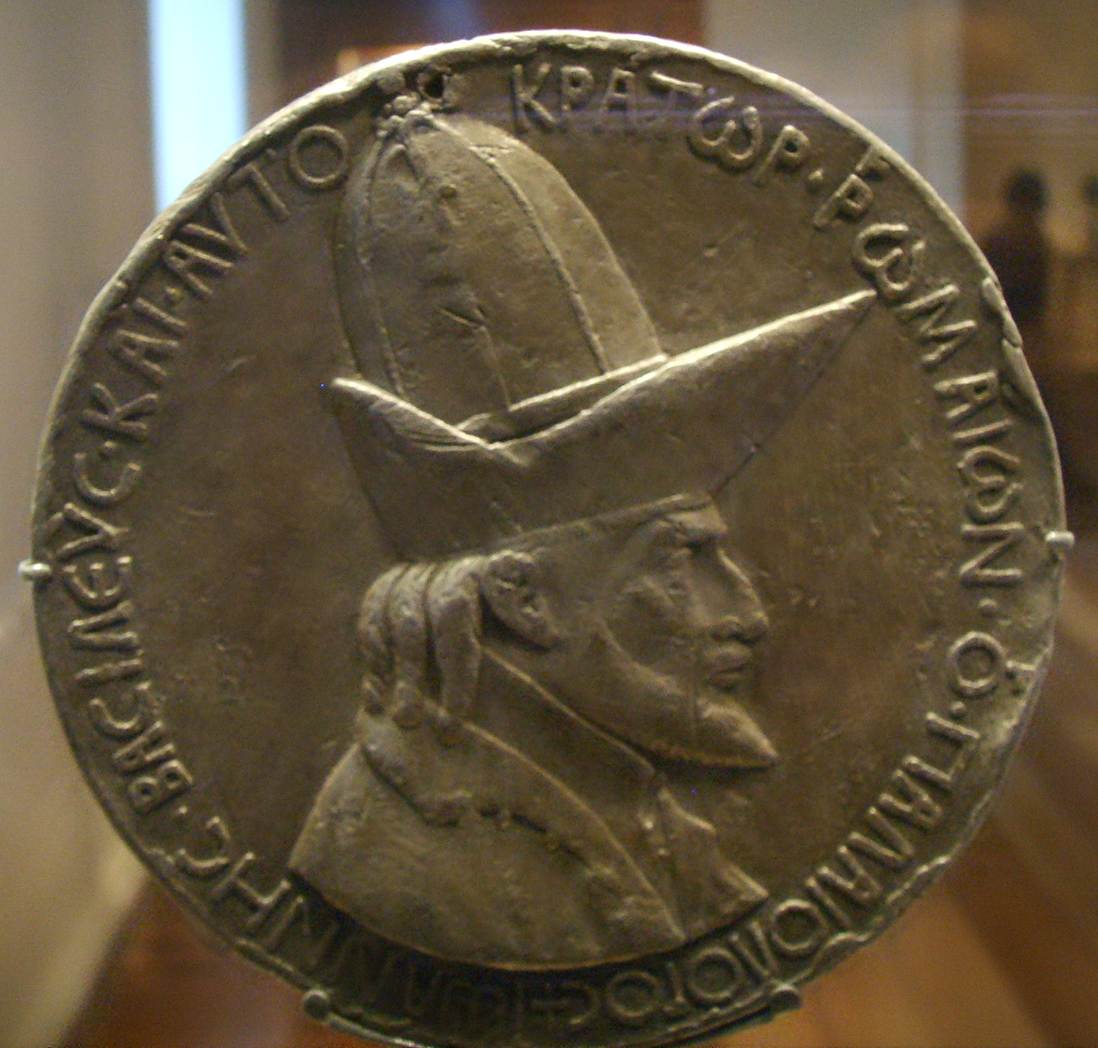
[[Medal of John VIII Palaeologus|피렌체 방문 기간의 요한네스 8세 팔라이올로고스의 메달(피사넬로 작). 그리스어로 된 명각의 의미는: “요안니스 팔레올로고스, 로마 제국의 바실레우스이자 아우토크라토르".
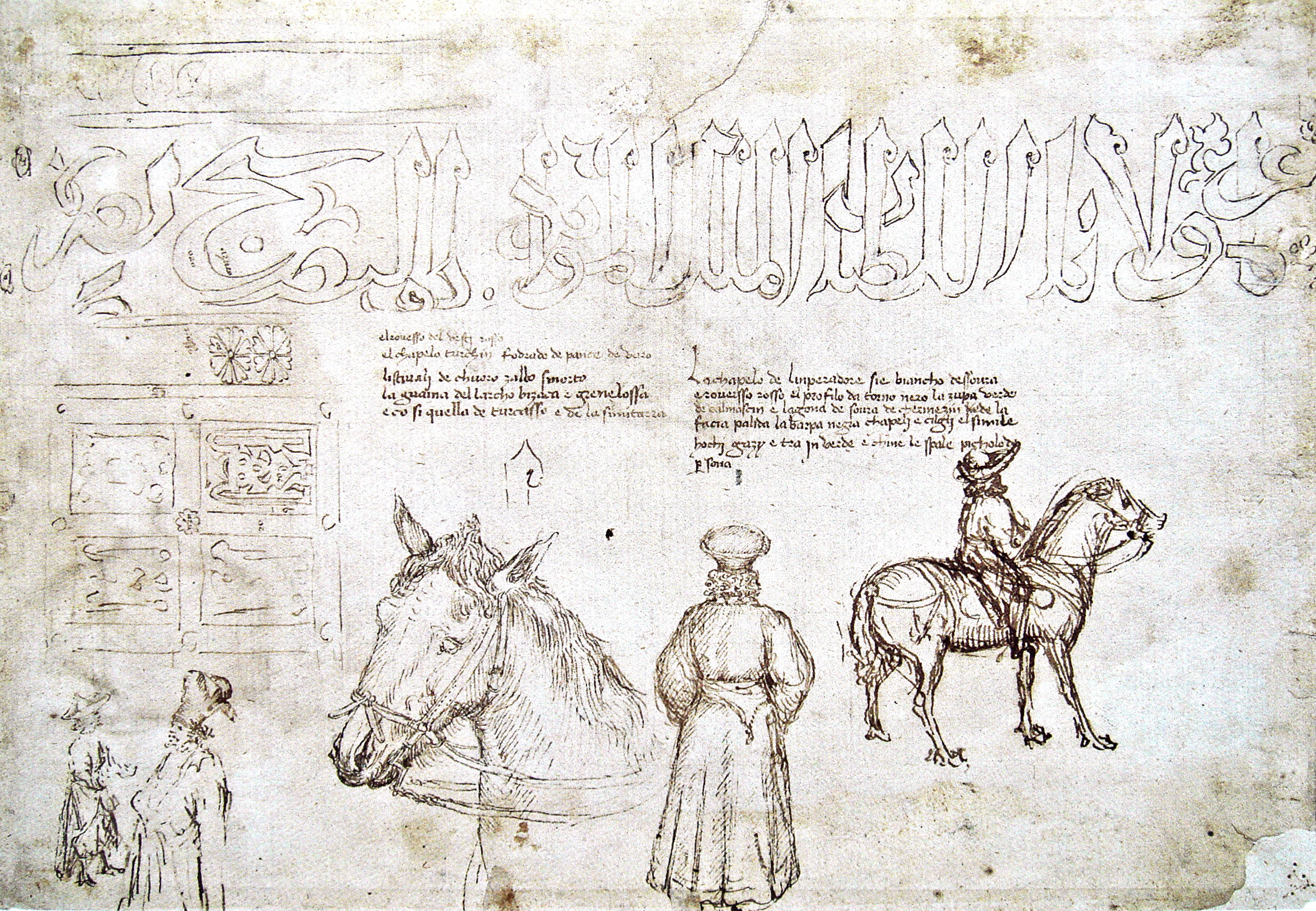
1438년 피렌체 공의회를 방문한 요안니스 8세의 묘사 (피사넬로 작).
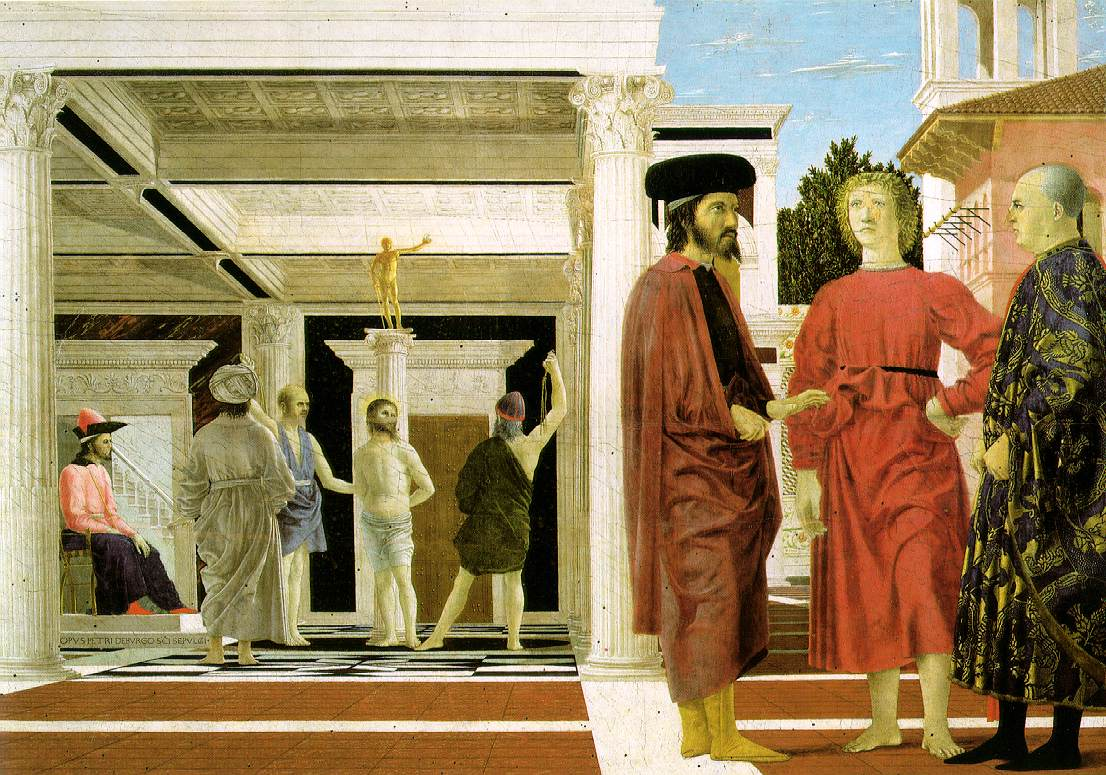
요안니스 8세가 폰티우스 필라투스로서 묘사된 피에로 델라 프란체스카의 예수 책형.